# Comitatul Zagreb
Comitatul Zagreb (în croată Zagrebačka županija, în sârbă Загребачка жупанија, în maghiară Zágráb vármegye) a fost o subdiviziune administrativă istorică (županija) din Regatul Croația-Slavonia. Croația-Slavonia a fost un regat autonom în componența Pământurilor Coroanei Sfântului Ștefan (Transleithania), partea ungură a Imperiului dualist Austro-Ungar. Teritoriul său este acum în centrul Croației. Capitala de comitat a fost de Zagreb (în maghiară Zágráb).

## Demografie
În 1910, populația comitatului era de 594.052 locuitori, dintre care: 
- Croați -- 445.870 (75,05%)
- Sârbi -- 122.558 (20,63%)
- Maghiari -- 6.068 (1,02%)
- Germani -- 6.016 (1,01%)
- Alții/necunoscuți (slovaci, ruteni, italieni, bosniaci, români, etc) -- 13.540 (2,28%)

## Subdiviziuni
La începutul secolului 20, subdiviziunile comitatului Zagreb erau următoarele:
| Districts         | Districts         |
| District          | Capitală          |
| ----------------- | ----------------- |
| Dugo Selo         | Dugo Selo         |
| Dvor              | Dvor              |
| Glina             | Glina             |
| Jastrebarsko      | Jastrebarsko      |
| Karlovac          | Karlovac          |
| Kostajnica        | Kostajnica        |
| Velika Gorica     | Velika Gorica     |
| Petrinja          | Petrinja          |
| Pisarovina        | Pisarovina        |
| Samobor           | Samobor           |
| Stubica           | Donja Stubica     |
| Sveti Ivan Zelina | Sveti Ivan Zelina |
| Sisak             | Sisak             |
| Topusko           | Topusko           |
| Zagreb            | Zagreb            |
| Districte urbane  |                   |
| Karlovac          |                   |
| Petrinja          |                   |
| Sisak             |                   |
| Zagreb            |                   |